# Fair Oaks (Oklahoma)
Fair Oaks es un pueblo ubicado en los condados de Rogers y Wagoner en el estado estadounidense de Oklahoma. En el año 2010 tenía una población de 103 habitantes y una densidad poblacional de 2,29 personas por km².

## Geografía
Fair Oaks se encuentra ubicado en las coordenadas 36°8′53″N 95°42′30″O / 36.14806, -95.70833 (36.147943, -95.708332).

## Demografía
Según la Oficina del Censo en 2000 los ingresos medios por hogar en la localidad eran de $32,500 y los ingresos medios por familia eran $41,875. Los hombres tenían unos ingresos medios de $33,750 frente a los $21,875 para las mujeres. La renta per cápita para la localidad era de $16,307. Alrededor del 10.9% de la población estaban por debajo del umbral de pobreza.